# Prunus tadzhikistanica
Prunus tadzhikistanica — вид квіткових рослин з родини трояндових (Rosaceae). Ареал охоплює такі країни: Таджикистан.

## Середовище
Ендемік західного Паміру; гірські хребти Алай та Гісар, між 1800 та 2000 м. Загрози включають вирубку лісів та розширення сільського господарства.